# Futbolo Klubas Ekranas
Il Futbolo Klubas Ekranas, meglio noto come Ekranas, è una società calcistica lituana con sede nella città di Panevėžys. Nella sua storia ha vinto per sette volte il campionato lituano, per cinque volte la Coppa di Lituania e per quattro volte la Supercoppa di Lituania. Dopo il fallimento del 2015, su iniziativa di un gruppo di tifosi ed imprenditori è nato lo FK Aukstatija che nel maggio 2020 ha ricomprato il titolo . Il nuovo FK Ekranas milita ora in Pirma Lyga, la seconda serie calcistica lituana.

## Storia
Il club venne fondato nel 1964 su iniziativa di Vincent Navick, proprietario dell'omonima fabbrica della città di Panevėžys. Cinque anni dopo il club partecipò per la prima volta alla Aukščiausioji lyga, la massima divisione del campionato della RSS Lituana. Mantenne la categoria per i due decenni successivi, venendo retrocesso una sola volta nel 1977, per poi essere prontamente riammesso. Vinse il campionato per la prima volta nel 1985. Nel 1990, con l'indipendenza della Lituania alle porte, partecipò alla Baltic League assieme a squadre estoni, lettoni e una russa, concludendo il campionato al terzo posto e accedendo ai play-off per l'assegnazione del titolo di campione lituano: giunse in finale, ma venne sconfitto dal Sirijus Klaipėda dopo i tiri di rigore.
Nel 1993 vinse il campionato per la seconda volta, la prima volta come campione della Lituania indipendente. Grazie alla vittoria del titolo nazionale, il club partecipò alla UEFA Champions League per la prima volta nella sua storia nell'edizione 1993-1994, dalla quale venne subito eliminato dalla squadra maltese del Floriana. Il 5 aprile 1994 il club venne separato dal controllo della fabbrica AB Ekranas, diventandone indipendente. Nel decennio successivo l'Ekranas mantenne posizioni di medio-alta classifica, vincendo la Coppa di Lituania in due occasioni e partecipando ai turni preliminari delle coppe europee. Nel novembre 2004 il club fu al centro di una controversia che caratterizzò il finale della stagione 2004: nell'ultima giornata di campionato si sfidarono a Panevėžys l'Ekranas e il FBK Kaunas, che erano a pari punti in testa alla classifica. Il 5 novembre 2004, due giorni prima dell'ultima giornata di campionato, la federazione lituana annunciò l'espulsione dell'Ekranas dalla A Lyga per accuse di manipolazione dei risultati finali delle partite, così che l'FBK Kaunas avrebbe avuto partita vinta a tavolino. Il 6 novembre 2004 la stessa federazione lituana tornò sui suoi passi e annullò la decisione presa il giorno precedente, reintegrando l'Ekranas nella A Lyga. L'ultima giornata di campionato venne disputata e la partita vide la vittoria per 2-0 del FBK Kaunas, che vinse così il campionato per il sesto anno consecutivo, ma a fine partita ci furono violenti scontri tra i tifosi e le forze di polizia.
Nel 2005 l'Ekranas si prese la rivincita sul FBK Kaunas, distanziandolo di dieci punti e vincendo la A Lyga per la seconda volta. Dopo un secondo e un terzo posto, dal 2008 al 2012 l'Ekranas vinse cinque campionati consecutivi, dei quali l'ultimo di un solo punto di vantaggio sullo Žalgiris, due Coppe di Lituania e due Supercoppe. Grazie a questi successi partecipò per cinque edizioni consecutive alla UEFA Champions League, raggiungendo in due occasioni il terzo turno preliminare, venendo sempre eliminato (nel 2011-2012 dai bielorussi del BATĖ Borisov e nel 2012-2013 dai belgi dell'Anderlecht) e venendo retrocesso alla fase play-off della UEFA Europa League, senza mai riuscire ad accedere alla fase a gironi.
Dopo aver chiuso la stagione 2014 al sesto posto, non ebbe la licenza di partecipazione al campionato successivo a causa di problemi finanziari e all'inizio del 2015 il club venne sciolto. Nel 2018 un gruppo di appassionati, imprenditori locali e tifosi, guidato da Tomas Malinauskas ha fondato lo FK Aukstatija Panevezys . Nel maggio del 2020 il club ha acquisito il nome e i titoli dello scomparso Fk Ekranas, partecipando al campionato di Antra Lyga e perdendo la promozione nelle battute finali. La stagione 2021 si è conclusa con la promozione in Pirma Lyga, raggiunta con 24 vittorie, due sole sconfitte e ben 110 reti realizzate contro le sole 29 subite.

## Stadio
Gioca le partite casalinghe nello stadio Panevėžio Žemynos progimnazijos di Panevėžys. Al momento l'accesso allo Stadio Aukštaitija, avente una capienza di 9 940 posti non è stato concesso dall'amministrazione comunale, che lo ha riservato allo FK Panevėžys, l'altra squadra cittadina militante nella A Lyga lituana.

## Palmarès

### Competizioni nazionali
- Campionato della RSS Lituana: 1

1985
- Campionato lituano: 7

1992-1993, 2005, 2008, 2009, 2010, 2011, 2012
- Coppa di Lituania: 5

1985, 1998, 2000, 2009-2010, 2010-2011
- Supercoppa di Lituania: 4

1998, 2006, 2010, 2011

### Altri piazzamenti
- Campionato della RSS lituana:

Secondo posto: 1990, 1984, 1989
Terzo posto: 1986, 1988
- Campionato lituano:

Secondo posto: 1990 2003, 2004, 2006
Terzo posto: 1993-1994, 1997-1998, 2002, 2007, 2013
- Coppa dei Campioni della CSI:

Semifinalista: 1993, 2010
- Coppa di Lituania:

Finalista: 1994, 2003, 2006, 2011-2012
Semifinalista: 2012-2013
- Supercoppa di Lituania:

Finalista: 2009, 2012
- Baltic League:

Semifinalista: 2007
Terzo posto: 1990

## Statistiche

### Partecipazione alle coppe UEFA
| Competizione           | Partecipazioni | Debutto   | Ultima stagione | Totale |
| ---------------------- | -------------- | --------- | --------------- | ------ |
| UEFA Champions League  | 7              | 1993-1994 | 2013-2014       | 7      |
| Coppa delle Coppe UEFA | 1              | 1998-1999 | 1998-1999       | 1      |
| Coppa UEFA             | 5              | 2000-2001 | 2007-2008       | 8      |
| UEFA Europa League     | 3              | 2011-2012 | 2014-2015       | 8      |
| Coppa Intertoto        | 3              | 1999      | 2008            | 3      |

## Organico

### Rosa 2011
| N. |                     | Ruolo | Calciatore               |
| -- | ------------------- | ----- | ------------------------ |
| 3  | Lituania (bandiera) | D     | Dainius Gleveckas (cap.) |
| 5  | Lituania (bandiera) | D     | Marius Skinderis         |
| 7  | Lituania (bandiera) | C     | Ramūnas Radavičius       |
| 8  | Lituania (bandiera) | C     | Jevgenij Moroz           |
| 9  | Lituania (bandiera) | C     | Arnas Ribokas            |
| 10 | Lituania (bandiera) | C     | Aurimas Kučys            |
| 11 | Lituania (bandiera) | A     | Andrius Šidlauskas       |
| 12 | Lituania (bandiera) | P     | Tadas Kauneckas          |
| 15 | Lituania (bandiera) | D     | Nerijus Sasnauskas       |
| 17 | Lituania (bandiera) | A     | Andrius Velička          |
| 18 | Lituania (bandiera) | D     | Andrius Jokšas           |
| 19 | Lituania (bandiera) | A     | Egidijus Varnas          |
| 20 | Lituania (bandiera) | D     | Ignas Dedura             |
| 21 | Lituania (bandiera) | P     | Emilijus Zubas           |

| N. |                           | Ruolo | Calciatore             |
| -- | ------------------------- | ----- | ---------------------- |
| 23 | Brasile (bandiera)        | C     | Mauro Lucas            |
| 24 | Costa d'Avorio (bandiera) | A     | Adama Fofana           |
| 28 | Lituania (bandiera)       | A     | Tadas Markevičius      |
| 31 | Serbia (bandiera)         | C     | Marko Anđelković       |
| 32 | Nigeria (bandiera)        | A     | Uchenna Umeh           |
| 55 | Lituania (bandiera)       | D     | Lukas Čerkauskas       |
| 70 | Lituania (bandiera)       | C     | Aurimas Vertelis       |
| 71 | Lituania (bandiera)       | C     | Andrius Arlauskas      |
| 77 | Lituania (bandiera)       | C     | Giedrius Tomkevičius   |
| 78 | Lituania (bandiera)       | D     | Mantas Samusiovas      |
| 82 | Lituania (bandiera)       | C     | Mantas Savėnas         |
| 88 | Lituania (bandiera)       | D     | Rytis Pilotas          |
| 99 | Lituania (bandiera)       | P     | Kornelijus Timofejevas |